# Drugeac
Drugeac – miejscowość i gmina we Francji, w regionie Owernia-Rodan-Alpy, w departamencie Cantal.
Według danych na rok 1990 gminę zamieszkiwało 471 osób, a gęstość zaludnienia wynosiła 26 osób/km² (wśród 1310 gmin Owernii Drugeac plasuje się na 424. miejscu pod względem liczby ludności, natomiast pod względem powierzchni na miejscu 514.).